# Didsbury
Didsbury è un quartiere suburbano situato a sud della città di Manchester, Regno Unito. Ha una popolazione di 14.292 abitanti. Nel 1889 vi è stata fondata la Royal Society for the Protection of Birds.
La località ha dato i natali all'attrice di origini italiane Holliday Grainger.
Sono di Didsbury inoltre diversi componenti del gruppo musicale post-punk The Durutti Column, i chitarristi Vini Reilly e Dave Rowbotham e i batteristi Bruce Mitchell e Chris Joyce, già parte dei Simply Red.